# Bezirk Tarnobrzeg

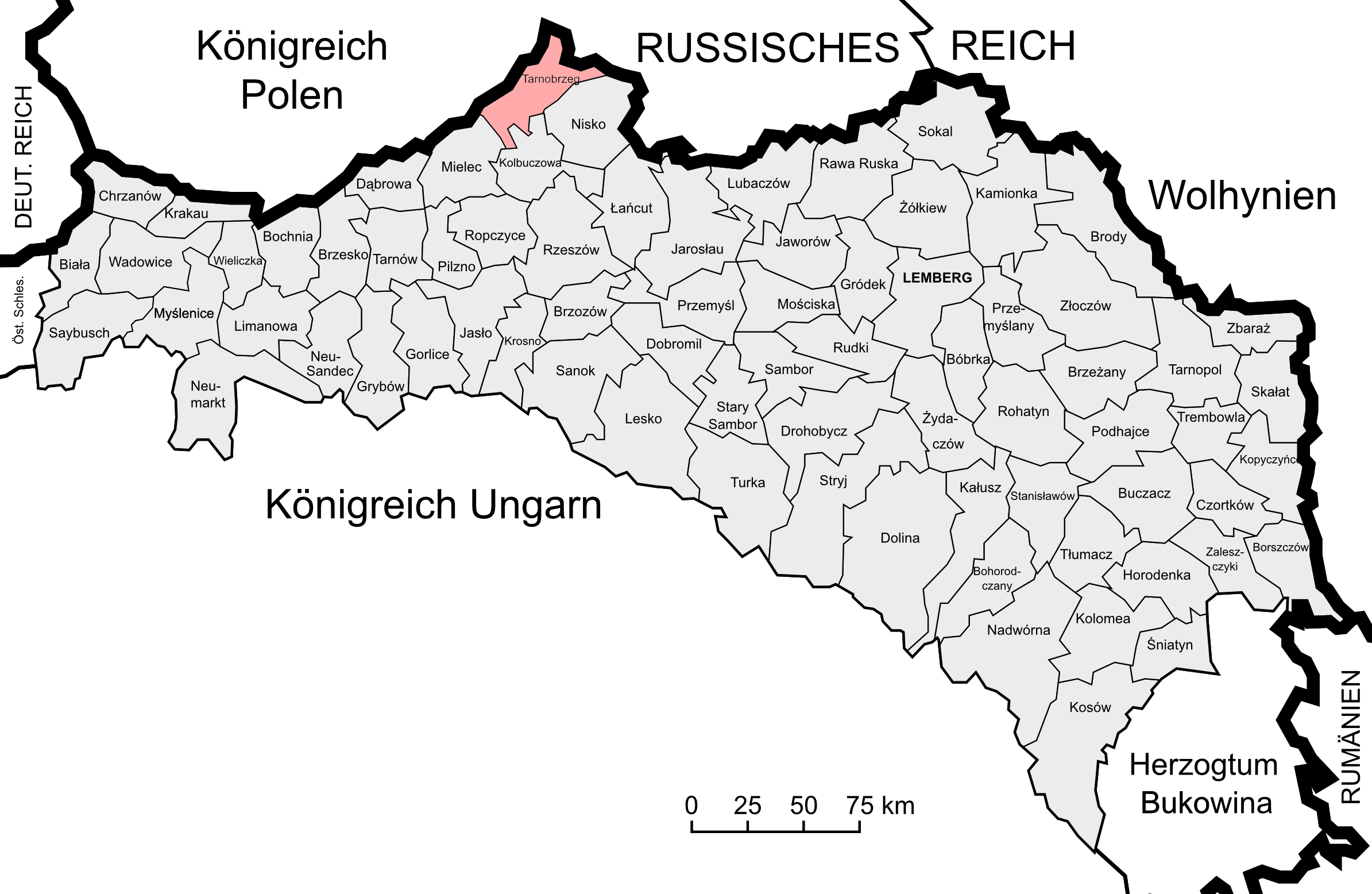
Lage des Bezirks Tarnobrzeg im Kronland Galizien und Lodomerien

Der Bezirk Tarnobrzeg war ein politischer Bezirk im Kronland Galizien und Lodomerien von Österreich-Ungarn. Es war der nördlichste Bezirk Galiziens und umfasste Teile Westgaliziens im heutigen Polen (Powiat Tarnobrzeg). Sitz der Bezirkshauptmannschaft war der Markt Tarnobrzeg. Nach dem Ersten Weltkrieg musste Österreich den gesamten Bezirk an Polen abtreten; hier sind große Teile heute im Powiat Tarnobrzeski zu finden.
Der Bezirk Tarnobrzeg grenzte im Norden an das Russische Kaiserreich, im Südosten an den Bezirk Nisko, im Süden an den Bezirk Kolbuszowa und im Südwesten an den Bezirk Mielec.

## Geschichte
Nachdem die Kreisämter Ende Oktober 1865 abgeschafft wurden und deren Kompetenzen auf die Bezirksämter übergingen, schuf man nach dem Österreichisch-Ungarischen Ausgleich 1867 auch die Einteilung des Landes in zwei Verwaltungsgebiete ab. Zudem kam es im Zuge der Trennung der politischen von der judikativen Verwaltung zur Schaffung von getrennten Verwaltungs- und Justizbehörden. Während die gerichtliche Einteilung weitgehend unberührt blieb, fasste man Gemeinden mehrerer Gerichtsbezirke zu Verwaltungsbezirken zusammen. 
Der neue politische Bezirk Tarnobrzeg wurde aus folgenden Bezirken gebildet:
- Bezirk Rozwadów (mit 40 Gemeinden)
- Teilen des Bezirks Tarnobrzeg (mit 28 Gemeinden)
- Teilen des Bezirks Nisko (Gemeinde Pławo)
- Teilen des Bezirks Mielec (Gemeinden Markt Baranów, Koło und Przewóz, Dmytrów Mały, Dmytrów Wielki, Gołegowola, Nagnajow, Siedleszczany, Skopanie und Suchorzew)

Der Bezirk Tarnobrzeg bestand bei der Volkszählung 1910 aus 87 Gemeinden sowie 36 Gutsgebieten und umfasste eine Fläche von 956 km². Hatte die Bevölkerung 1900 noch 74.088 Menschen umfasst, so lebten hier 1910 77.360 Menschen. Auf dem Gebiet lebten dabei mehrheitlich Menschen mit polnischer Umgangssprache (98,8 %) und römisch-katholischem Glauben, Juden machten rund 11 % der Bevölkerung aus.

## Ortschaften
Auf dem Gebiet des Bezirks bestand 1900 Bezirksgerichte in Rozwadów und Tarnobrzeg, diesen waren folgende Orte zugeordnet:
Gerichtsbezirk Rozwadów (27 Ortsgemeinde):
- Antoniów
- Brandwica bestehend aus den Ortsteilen Bąków, Brandwica, Księże Kolano und Musików
- Charzewice
- Chwałowice
- Dąbrowa Rzeczycka bestehend aus den Ortsteilen Dąbrowa Rzeczycka und Kępa Rzeczycka
- Jamnica
- Jastkowice bestehend aus den Ortsteilen Jastkowice und Ruda Jastkowska
- Kotowa Wola
- Majdan Zbydniowski
- Motycze Poduchowne
- Motycze Szlacheckie
- Orzechów
- Pilchów
- Pniów
- Markt Radomyśl nad Sanem
- Markt Rozwadów
- Rzeczyca Długa bestehend aus den Ortsteilen Kochany und Rzeczyca Długa
- Rzeczyca Okrągła
- Skowierzyn
- Turbia
- Witkowice
- Wola Rzeczycka
- Wólka Turebska
- Wrzawy bestehend aus den Ortsteilen Brzóza, Dąbrowa Wrzawska, Gorzałkowice, Łapiszów, Sadowie und Wrzawy
- Żabno
- Zaleszany
- Zbydniów

Gerichtsbezirk Tarnobrzeg:
- Alfredówka
- Markt Baranów
- Chmielów
- Cygany
- Dąbrowica
- Dęba
- Domacyny
- Durdy
- Dymitrów Duży
- Dymitrów Mały bestehend aus den Ortsteilen Dymitrów Mały und Koło
- Dzików
- Furmany
- Gorzyce
- Grębów
- Jadachy
- Jeziorko
- Kajmów
- Knapy bestehend aus den Ortsteilen Dymitrów Knapy und Smykle
- Koćmierzów
- Krawce
- Machów
- Miechocin
- Mokrzyszów
- Nadbrzezie
- Nagnajów
- Ocice
- Ostrówek
- Rozalin
- Siedleszczany
- Sielec
- Skopanie
- Sobów
- Sokolniki
- Stale
- Suchorzów bestehend aus den Ortsteilen Przewóz und Suchorzów
- Markt Tarnobrzeg
- Tarnowska Wola
- Trześć
- Wielowieś
- Wola Gołego
- Zakrzów
- Zalesie Gorzyckie
- Zarzekowice
- Żupawa